# Dolhai Attila
Dolhai Attila (Kisvárda, 1977. január 7. –) Jászai Mari-díjas magyar színész, musicalénekes, operetténekes, érdemes művész, 2025-től a székesfehérvári Vörösmarty Színház igazgatója.

## Életpályája
A zene iránti rajongása már fiatalkorában megmutatkozott, ezért szülei beíratták Gödöllőre, az Állami Zeneiskolába. Általános Iskolába Ajakon, majd Kerepestarcsán járt. Postaforgalmi Szakközépiskolát végzett Budapesten, majd a Zsámbéki Tanítóképző Főiskolán folytatta tanulmányait ének-hittan szakon. Ő volt a frontembere a Zsámbéki zúzók névre hallgató rockbandának, melyet barátaival a főiskola évei alatt alapítottak. 1999-ben tűnt föl először a Kifutó tehetségkutató versenyben a Karthago együttes Apáink útján c. dalával, amivel különdíjas lett.
2000-ben játszott az Elisabeth című musicalben a Miskolci Nemzeti Színházban, így ismerte meg Kerényi Miklós Gábort (a darab rendezőjét), az ő javaslatára 2001-ben felvételizett a Színház- és Filmművészeti Egyetemre. Másodéves korában megkapta a Mozart! c. musical címszerepét a Budapesti Operettszínházban, ahol azóta is játszik. 2005-ben diplomázott a Színház- és Filmművészeti Egyetemen Kerényi Imre osztályában. Nős, három lánya van, Luca, Emma és Anna. Felesége: Dolhainé Kecskés Viktória.
A 2011-es X-Faktorban Muri Enikő duettpartnere volt, a Zene az kell című dalt adták elő.
2012-ben, a Megasztár hatodik szériájában Radics Gigi duettpartnere volt, a Nézz rám Istenem című dalt adták elő.
Megkapta első prózai filmes szerepét a Pozsgai Zsolt által rendezett A királytalálkozó című filmben, Károly Róbert királyt alakítja, a forgatás 2024. május 5-én kezdődött.
A film díszbemutatójára 2025. május 12.-én került sor az Uránia Filmszínházban.
2014. szeptember 20-án Kistarcsa díszpolgára címben részesítette Kistarcsa Város Önkormányzata.
2025-től a székesfehérvári Vörösmarty Színház igazgatója.

## Diszkográfia

### Szólólemezek
- 2006: Ébredjen a nap
- 2007: Olasz szerelem
- 2008: Egy szerelem története (2008; MAHASZ Top 100 #10)
- 2011: Cigányszerelem
- 2012: Ragyogás
- 2018: Visszatérés
- 2019: Mi muzsikus lelkek
- 2020: Genezis

### Közreműködik
| Év   | Album                           | Dal |
| ---- | ------------------------------- | --- |
| 2004 | Rómeó és Júlia – Operettszínház | Miért fájt?, Lehetsz király, Vár reánk a mindenség, Erkély duett, Minden szerelem vak, Szívből szeretni, Párbaj – Mercutio halála, Pacsirta, Párisz halála, Egy nap |
| 2005 | MIndhalálig Musical             | Szívből szeretni, Miért van, Getshemane, Értem születtél, Holnap hídja, Lehetsz király                                                                              |
| 2006 | Nagy duett lemez                | Szívből szeretni |
| 2009 | West Side Story                 | Maria, Miénk az éj, Két kéz, két szív |
| 2010 | Musical legendák                | Szívből szeretni, Így vagyok csak én, Gyere álmodj |

## Színházi szerepei
| Darab                      | Szerep                        | Színház                                          | Bemutató             | Forrás |
| -------------------------- | ----------------------------- | ------------------------------------------------ | -------------------- | ------ |
| A Cirkuszhercegnő          | Szergej Vlagyimir, nagyherceg | Budapesti Operettszínház                         | 2025. február 21.    |        |
| Rebecca                    | Maxim De Winter               | Szegedi Szabadtéri Játékok                       | 2024. július 26.     |        |
| Carmen                     | García, a késdobáló           | Budapesti Operettszínház                         | 2024. április 19.    |        |
| Az Orfeum mágusa           | Somossy Károly                | Budapesti Operettszínház                         | 2023. november 17.   |        |
| Monte Cristo grófja        | Edmond Dantes                 | Budapesti Operettszínház                         | 2023. május 20.      |        |
| Mária főhadnagy            | Draskóczy Ádám                | Budapesti Operettszínház                         | 2023. március 10.    |        |
| Az ég tartja a Földet      | Walter lovag                  | Erkel Színház                                    | 2022. április 8.     |        |
| Jekyll és Hyde             | Jekyll és Hyde                | Budapesti Operettszínház                         | 2022. április 1.     |        |
| Kilenc/Nine                | Guido Contini                 | Budapesti Operettszínház                         | 2021.szeptember 24.  | [ 5 ]  |
| Marica grófnő              | Tasziló gróf                  | Budapesti Operettszínház                         | 2020.október 23.     |        |
| János vitéz                | János vitéz                   | Budapesti Operettszínház                         | 2019.november 22.    | [ 6 ]  |
| Once/Egyszer               | Srác                          | Madách Színház                                   | 2019.szeptember 21.  | [ 7 ]  |
| Liliom/Carousel            | Billy Bigelow                 | Budapesti Operettszínház                         | 2019.április 26.     |        |
| Maya                       | Charlie                       | Budapesti Operettszínház                         | 2018.november 30     |        |
| István a király            | Koppány                       | Budapesti Operettszínház                         | 2018.szeptember 21.  |        |
| István a király            | Koppány                       | Bajai Szabadtéri Színpad                         | 2018.augusztus 24    |        |
| Kékszakáll                 | Saphir herceg                 | Budapesti Operettszínház                         | 2018.február 23.     |        |
| Luxemburg grófja           | René                          | Budapesti Operettszínház                         | 2017.november 4.     |        |
| A víg özvegy               | Gr. Danilovics Daniló         | Budapesti Operettszínház                         | 2017.április 1.      |        |
| Marica grófnő              | Tasziló gróf                  | Budapesti Operettszínház                         | 2016.november 25.    |        |
| Viktória                   | Koltay István, huszárkapitány | Miskolci Nemzeti Színház                         | 2016.szeptember 23.  |        |
| Chicagói hercegnő          | Borisz nagyherceg             | Budapesti Operettszínház                         | 2016.április 22.     |        |
| Sybill                     | Petrov                        | Budapesti Operettszínház                         | 2015.december 4.     |        |
| Egy anya története         | Halál                         | Zeneakadémia                                     | 2015.november 5.     |        |
| Egy anya története         | Halál                         | Miskolci Operafesztivál                          | 2015.június 12.      |        |
| Én és a kisöcsém           | Willi Andersen                | Budapesti Operettszínház                         | 2015.március 13.     |        |
| Csárdáskirálynő            | Edwin herceg                  | Budapesti Operettszínház                         | 2014. november       |        |
| A bajadér                  | Radjami, indiai herceg        | Budapesti Operettszínház                         | 2014. szeptember 19. |        |
| Elfújta a szél             | Ashley Wilkes                 | Szegedi Szabadtéri Játékok                       | 2014. július 18.     |        |
| Csárdáskirálynő            | Edwin herceg                  | Szegedi Szabadtéri Játékok                       | 2014. július 12.     |        |
| Amerikai komédia           | Frank Anderson                | Budapesti Operettszínház                         | 2014. március 21.    |        |
| Csókos asszony             | Dorozsmai Pista               | Budapesti Operettszínház                         | 2013. október 11.    |        |
| Ghost                      | Sam Wheat                     | Budapesti Operettszínház                         | 2013. május 31.      | [ 8 ]  |
| Viktória                   | Koltay István, huszárkapitány | Budapesti Operettszínház                         | 2013. január 25.     | [ 9 ]  |
| Elisabeth                  | Halál                         | Budapesti Operettszínház                         | 2012. december 7.    |        |
| Parasztbecsület            | Turiddu, parasztlegény        | Szegedi Szabadtéri Játékok                       | 2012. július 27.     | [ 10 ] |
| Cigányszerelem             | Józsi                         | Budapesti Operettszínház                         | 2011. október 20.    |        |
| Miss Saigon                | Chris                         | Budapesti Operettszínház                         | 2011. szeptember 15  |        |
| Miss Saigon                | Chris                         | MKB Aréna Sopron                                 | 2011. augusztus 19   |        |
| Jézus Krisztus Szupersztár | Jézus                         | Szigligeti Színház                               | 2011. április 15.    | [ 11 ] |
| Koldusopera                | Bicska Maxi                   | Budapesti Operettszínház                         | 2010. december 3.    | [ 12 ] |
| Hair                       | George Berger                 | Szegedi Szabadtéri Játékok                       | 2010. augusztus 13.  | [ 13 ] |
| Elisabeth                  | Rudolf                        | Szegedi Szabadtéri Játékok                       | 2009. augusztus 15.  |        |
| West Side Story            | Tony                          | Veszprém Aréna                                   | 2009. június 22.     |        |
| A bajadér                  | Radjami, indiai herceg        | Budapesti Operettszínház                         | 2009. március 20.    | [ 14 ] |
| Szentivánéji álom          | Lysander                      | Budapesti Operettszínház                         | 2008. október 16.    | [ 15 ] |
| Szentivánéji álom          | Lysander                      | Szegedi Szabadtéri Játékok                       | 2008.július 25.      |        |
| West Side Story            | Tony                          | Művészetek Palotája                              | 2008. március 17.    |        |
| Oltári srácok (Altar Boyz) | Matthew                       | Budapesti Operettszínház                         | 2007. március 29.    | [ 16 ] |
| Csókos asszony             | Dorozsmai Pista               | Thália Színház                                   | 2006. október 19.    |        |
| Mária evangéliuma          | Jézus                         | Margitszigeti Szabadtéri Színpad                 | 2006. augusztus 17.  |        |
| Rudolf – Az utolsó csók    | Rudolf trónörökös             | Szegedi Szabadtéri Játékok                       | 2006. július 28.     | [ 17 ] |
| Rudolf – Az utolsó csók    | Rudolf trónörökös             | Budapesti Operettszínház                         | 2006. május 26.      | [ 18 ] |
| West Side Story            | Tony                          | Budapesti Operettszínház                         | 2005. április 27.    |        |
| Lili bárónő                | Illésházy László gróf         | Budapesti Operettszínház                         | 2005. április 9.     | [ 19 ] |
| Hegedűs a háztetőn         | Csendbiztos                   | Színház- és Filmművészeti Egyetem (Ódry Színpad) | 2004. szeptember 20. | [ 20 ] |
| Valahol Európában          | Hosszú                        | Petőfi Musical Stúdió                            | 2004. augusztus 19.  | [ 21 ] |
| Rómeó és Júlia             | Rómeó                         | Budapesti Operettszínház                         | 2004. január 23.     | [ 22 ] |
| Kokainfutár                | Narrátor, a szerző            | Színház- és Filmművészeti Egyetem (Ódry Színpad) | 2003. december 8.    |        |
| Miss Saigon                | Chris                         | Művészet Malom                                   | 2003. július 18.     | [ 23 ] |
| Mozart!                    | Wolfgang Mozart               | Budapesti Operettszínház                         | 2003. március 22.    | [ 24 ] |
| Elisabeth                  | Rudolf                        | Budapesti Operettszínház                         | 2001. január 25.     |        |
| West Side Story            | Tony                          | Szegedi Nemzeti Színház                          | 2000. október 1.     |        |
| West Side Story            | Tony                          | Szegedi Szabadtéri Játékok                       | 2000. augusztus 3.   |        |
| Jézus Krisztus Szupersztár | Annás                         | Musical Színház                                  | 2000. július 7.      | [ 25 ] |
| Elisabeth                  | Rudolf                        | Miskolci Nemzeti Színház                         | 2000. április 7.     | [ 26 ] |
| Jézus Krisztus Szupersztár | Annás                         | Békés Megyei Jókai Színház                       | 2000. január 24.     | [ 27 ] |
| Jézus Krisztus Szupersztár | Annás                         | Nyíregyháza Zenés Szabadtéri Színház             | 1999. július 30.     | [ 28 ] |

## Filmjei
- Örök hűség (2022)
- Királytalálkozó (2025)

## Díjai
- Súgó Csiga díj (2004, 2006)
- EMeRTon-díj (2004)
- Marshall-bot – a legtehetségesebb pályakezdő díja (2005)
- Az évad musicalszínésze díj (2007, 2008, 2016)
- Kistarcsa Művésze (2007)
- Story Ötcsillag-díj (2009)
- Gundel művészeti díj (2009)
- Jászai Mari-díj (2013)[29]
- Kistarcsa díszpolgára (2014)
- Honthy-díj (2019)[30]
- Érdemes művész (2022)[31]
- Musica Hungarica Kiadó és Alapítvány Nagydíja (2023)[5]
- Honthy-díj (2024)[32]

## Portré
- Kontúr – Dolhai Attila (2022)